# ArchiCAD
ArchiCAD — графічний програмний пакет САПР BIM (Building Information Modeling) для архітекторів, створений угорською компанією Graphisoft. Призначений для проєктування архітектурно-будівельних конструкцій і рішень, інженерії, а також елементів ландшафту, меблів та ін.
При роботі в пакеті використовується концепція віртуального будинку. Суть її полягає в тому, що проєкт ArchiCAD являє собою виконану у натуральну величину об'ємну модель реальної будівлі, що існує в пам'яті комп'ютера. Для її виконання проєктувальник на початкових етапах роботи з проєктом фактично «будує» будинок, використовуючи при цьому інструменти, що мають свої повні аналоги в реальності: стіни, перекриття, вікна, сходи, різноманітні об'єкти тощо. Після завершення робіт над «віртуальною будівлею», проєктувальник одержує можливість отримувати різноманітну інформацію по спроєктованому об'єкту: поверхові плани, фасади, розрізи, експлікації, специфікації, презентаційні матеріали та ін. Підтримує взаємодію з різними інженерними програмами через формат IFC.

## Історія ArchiCAD
Розробка ArchiCAD почалась у 1982 році для оригінального комп'ютерів Apple. ArchiCAD визнається як перший продукт CAD для персональних комп'ютерів.
Перша версія програми ArchiCAD була створена в 1984 році під назвою Radar CH. Вона працювала на комп'ютерах Apple Lisa і була програмою для проєктування водопроводів.

## Історія версій
| рік  | версія                  |  | рік  | версія       |  | рік  | версія      |
| ---- | ----------------------- |  | ---- | ------------ |  | ---- | ----------- |
| 1984 | Radar CH (ArchiCAD 1.0) |  | 1997 | ArchiCAD 5.1 |  | 2011 | ArchiCAD 15 |
| 1986 | ArchiCAD 2.0            |  | 1998 | ArchiCAD 6.0 |  | 2012 | ArchiCAD 16 |
| 1987 | ArchiCAD 3.0            |  | 1999 | ArchiCAD 6.5 |  | 2013 | ArchiCAD 17 |
| 1988 | ArchiCAD 3.1            |  | 2001 | ArchiCAD 7.0 |  | 2014 | ArchiCAD 18 |
| 1989 | ArchiCAD 3.3            |  | 2002 | ArchiCAD 8   |  | 2015 | ArchiCAD 19 |
| 1990 | ArchiCAD 3.4            |  | 2003 | ArchiCAD 8.1 |  | 2016 | ArchiCAD 20 |
| 1991 | ArchiCAD 4.0            |  | 2004 | ArchiCAD 9   |  | 2017 | ArchiCAD 21 |
| 1992 | ArchiCAD 4.1            |  | 2006 | ArchiCAD 10  |  | 2018 | ArchiCAD 22 |
| 1993 | ArchiCAD 4.16           |  | 2007 | ArchiCAD 11  |  | 2019 | ArchiCAD 23 |
| 1994 | ArchiCAD 4.5            |  | 2008 | ArchiCAD 12  |  | 2020 | ArchiCAD 24 |
| 1995 | ArchiCAD 4.55           |  | 2009 | ArchiCAD 13  |  | 2022 | ArchiCAD 26 |
| 1996 | ArchiCAD 5.0            |  | 2010 | ArchiCAD 14  |  |      |             |

Всі версії до 4.16 випускалися під ОС Apple Macintosh. Версія 4.16 була випущена під Windows 3.1. Усі наступні версії, крім 4.5, випускалися під ОС сімейства Windows і Macintosh.

## Переваги та недоліки
Основною перевагою програми є природний взаємозв'язок між всіма частинами проєкту. Технологія «віртуального будинку» дозволяє працювати не з окремими, фізично ніяк не пов'язаними між собою кресленнями, а з усім проєктом в цілому. Будь-які зміни зроблені, наприклад, на плані будівлі, автоматично відобразяться (перебудуються, перерахуються) на розрізах, видах, у специфікаціях, експлікації та ін. Такий підхід забезпечує значне скорочення часу проєктування. Крім того, при правильній роботі з віртуальною будівлею, гарантовано виявлення та усунення більшості проблем, які обов'язково з'явилися б на пізніших етапах проєктування або, що ще гірше, вже на будівельному майданчику.
Завдяки великій кількості налаштувань стандартних інструментів, об'єкти настроюються відповідно до побажань користувача.
ArchiCAD дозволяє працювати над одним проєктом групі архітекторів. Розвинена система групової роботи (teamwork) також скорочує час проєктування і сприяє недопущенню невідповідностей у частинах проєкту, що розробляються різними архітекторами. У 13-й версії програми була представлена революційна технологія Teamwork 2.0, що забезпечує неперевершену гнучкість і цілісність командної роботи.
Починаючи з 12-ї версії ArchiCAD розробник випускає додаткові додатки, покликані розширити функціональність базового продукту. Серед цих програм:
- MEP Modeler, призначений для створення, редагування та імпорту 3D-моделей інженерних комунікацій у середовищі ArchiCAD
- EcoDesigner, що дозволяє проводити енергетичні розрахунки будівлі силами архітекторів
- Virtual Building Explorer, призначений для створення інтерактивної презентації створеного в ArchiCAD проєкту.

Недоліком програми можна вважати обмежені можливості зі створення об'єктів зі складною, нестандартною геометрією (наприклад, поверхні NURBS, скульптурне моделювання), що найчастіше не дозволяє проєктувальникові стандартними засобами реалізувати всі свої ідеї повною мірою. Для вирішення такої проблеми можна скористатися імпортом з сторонніх програм на кшталт Cinema 4D, 3ds Max. Також, ArchiCAD не передбачає багатоваріантності проєктування (це рішення не виділено в окремий інструмент — клас) — у будь-який момент часу в рамках одного файлу бажано мати один повноцінний варіант прийнятих архітектурно-будівельних рішень (проте цей недолік певною мірою можна вирішити відображенням комбінацій шарів).
Деяким недоліком можна вважати досить високу вартість ліцензійної версії ArchiCAD. Однак, починаючи з 2006 року компанія «Graphisoft» пропонує початківцям трохи обмежену версію програми ArchiCAD StarT Edition.
Обмін даними
ArchiCAD може імпортувати і експортувати DWG, DXF і IFC файлів та інші. Graphisoft є активним членом Міжнародного альянсу з сумісності (IA), промисловості організацію, яка видає стандарти для файлу і сумісності даних для архітектурних САПР.

## Ліцензійна політика виробника
Комерційна, освітня і повнофункціональна 30-денна пробна версія може бути встановлена з одного і того ж інсталятора. Тип ліцензії повиннен бути обраний під час встановлення. Комерційна версія захищена апаратним ключем захисту.
Комерційна ліцензія
Для запуску комерційної версії ArchiCAD в повноцінному режимі необхідно, щоб був підключений електронний ключ захисту. Залежно від придбаного Вами пакету ключ захисту дозволяє використовувати ArchiCAD або в однокористувацькому режимі, або в мережі. Якщо у Вас є електронний ключ захисту, ArchiCAD буде функціонувати у повноцінному режимі, тільки якщо Ви використовуєте файли, створені в комерційній версії. Якщо ж ви відкриваєте файл, створений в навчальній версії, ArchiCAD перемикається в навчальний режим і при друку та виведення на плотер на виведених сторінках з'являються водяні знаки. При спробі запуску комерційної ліцензії на комп'ютері без підключеного електронного ключа захисту Вам буде запропоновано запустити демоверсію програми або вийти з неї.
Навчальна ліцензія
Призначена в основному для студентів будівельних спеціальностей. Функціональних відмінностей від комерційної версії не має. При друці файлу, створеного в навчальній версії або виведення його на плотер кожна сторінка буде містити водяні знаки. Файл ArchiCAD, створений у навчальній версії, може бути відкритий в комерційній версії ArchiCAD, однак при цьому ArchiCAD перемикається в навчальний режим. Велика кількість розширеннь програми дозволяють повноцінно працювати в навчальному режимі практично без обмежень.
Випробувальна ліцензія
Виберіть випробувальну ліцензію, якщо хочете протестувати всі функціональні можливості ArchiCAD протягом 30 днів. При виборі цього варіанту під час установки програми видається повідомлення на введення серійного номера. Хоча випробувальна ліцензія надає Вам всі можливості ArchiCAD, проте вона має такі обмеження в порівнянні з комерційною ліцензією:
- Кожна випробувальна установка ArchiCAD має свій власний формат файлу, тому працювати в груповому проєкті неможливо. Файли повної комерційної версії, які відкриваються в випробувальної версії, перетворюються в формат файлу випробувальної версії.

- Файли випробувальною версії містять водяні знаки.

- Випробувальна версія не надає можливість зберігати файли у форматі попередньої версії програми.

Після придбання повної комерційної ліцензії Вам слід всього лише підключити до комп'ютера електронний ключ захисту: після перезапуску програми випробувальна ліцензія автоматично перемикається на комерційну ліцензію, а файли, створені в випробувальної версії, конвертуються у файли комерційної версії ArchiCAD, проте тільки на тому комп'ютері, на якому вони були створені.

## Мови та локалізації
ArchiCAD можна придбати в числі локалізованих версій. На додаток до перекладу інтерфейсу та документації, ці версії мають набір параметричних об'єктів (бібліотек об'єктів), розроблених з урахуванням специфічних вимог регіонального ринку, а також різні значення за замовчуванням для властивостей об'єктів, меню механізмів і т. д.
- Англійськомовні версії

- Міжнародна (INT)
- США версія (USA)
- Австралійська (AUS)
- Нова Зеландія (NZE)

- Німецькомовні версії

- Німеччина (GER)
- Австрія (AUT)
- Швейцарія (CHE)

- Іспанська версія (SPA)
- Французька версія (FRA)
- Італійська версія (ITA)
- Португальська версія (POR)
- Російська версія (RUS)
- Японський версія (Японія)
- Польська версія (POL)
- Чеська версія (Чехія)
- Угорська версія (HUN)
- Українська версія (UKR)
- Голландська версія (NED)
- Фінська версія (FIN)
- Шведська версія (SWE)
- Норвезька версія (NOR)
- Данська версія (DEN)
- Турецька версія (TUR)
- Грецький варіант (GRE)
- Спрощеною китайською мовою (CHI)
- Традиційною китайська версія (TAI)
- Корейська версія (KOR)

## ArchiCAD START Edition
Вартість ліцензійної версії програми, як було сказано вище, дуже значна. Невеликі архітектурні фірми і майстерні як правило не можуть дозволити собі такі витрати. З іншого боку, далеко не всі функції ArchiCAD'а необхідні для проєктування звичайних будівель і споруд, чим у переважній більшості випадків і займаються подібного роду підприємства. Так, наприклад, похилі стіни і колони практично не використовуються в сучасному масовому житловому будівництві, а функція teamwork, чудово забезпечуючи спільну роботу великих колективів проєктувальників (наприклад, у проєктних інститутах), у невеликих фірмах, особливо якщо персонал вже похилого віку і не усвідомлює логіки роботи в ArchiCAD, найчастіше створює більше проблем, ніж вирішує.
З огляду на дані міркування, компанія Graphisoft випускає програмний комплекс ArchiCAD START Edition. Цей пакет створений на основі відповідної версії ArchiCAD шляхом виключення з нього функцій і можливостей, нехарактерних для невеликих архітектурно-будівельних фірм. Повний список відмінностей ArchiCAD START Edition і ArchiCAD можна переглянути на офіційному сайті ArchiCAD у відповідному розділі.
За необхідності, ArchiCAD START Edition може бути оновлений до повної версії ArchiCAD, при цьому з усіма раніше створеними файлами можна працювати без будь-яких
обмежень.
У лютому 2011 року компанія Graphisoft оголосила про вихід ArchiCAD Start Edition 201

## Системні вимоги
Починаючи з ArchiCAD 12, багатоядерні процесори включаються до рекомендованої стандартної платформи для підвищення продуктивності обчислень. Це особливо позначається на виконанні операцій навігації та побудові 3D-моделі, включаючи побудову розрізів з урахуванням відкидання тіней.
Основні системні вимоги:
Macintosh:
- Mac OS X 10.5 або 10.6 Snow Leopard
- Mactel: Macintosh з будь-яким Intel процесором

Windows
- Microsoft Windows 7, Windows XP Professional, Vista Business/Enterprise/Ultimate Edition. Інсталятор ArchiCAD автоматично встановить Java 1.6 і QuickTime 7, якщо їх немає на комп'ютері.
- Intel Pentium 4 або будь-який інший сумісний процесор з такими ж або більш високими характеристиками.

Повний перелік системних вимог див. 

## Факультативне периферійне устаткування
В ArchiCAD можна використовувати всі основні типи принтерів, плотерів і дигітайзерів. Перові плотери (або растрові плотери в режимі перових плотерів) не підтримуються, починаючи з версії ArchiCAD 8.1. Користувачі, які бажають використовувати перові плотери, повинні зберегти відповідну попередню версію ArchiCAD.
ArchiCAD 12 не підтримує драйвери дигітайзерів Graphisoft, проте драйвери виробників дигітайзерів підтримуються в цій новій версії ArchiCAD з використанням мишки.